# Jeff Timmons
Jeffrey Brandon Timmons (ur. 30 kwietnia 1973 w Canton, w stanie Ohio, USA) – amerykański pop wokalista i producent muzyczny oraz członek i współzałożyciel nominowanej do nagrody Grammy pop grupy 98 Degrees (1997–2002) znanej z przebojów „Because of You” i „I Do (Cherish You)”.

## Życiorys

### Wczesne lata
Urodził się w Canton, w stanie Ohio. Ukończył Massillon Washington High School w Massillon w Ohio i uczęszczał do Malone University w Canton, gdzie przez rok grał w piłkę nożną. Uczęszczał także do State University.

### Kariera
Podczas nauki w college’u spotkał braci Nicka i Drew Lacheyów, i wraz z Justinem Jeffre w roku 1995 stworzył grupę 98 Degrees. Zespół później podpisał kontrakt z Motown. W 1997 roku ukazał się ich pierwszy singiel „Invisible Man”, który znalazł się na dwunastym miejscu listy przebojów Billboard Hot 100. Popularność przyniosła zespołowi piosenka „True to Your Heart” ze Stevie Wonderem z animowanego filmu Mulan (1998). Boysband odniósł olbrzymi sukces z trafionymi albumami: 98° (1997) i 98° and Rising (1998), z którego pochodzą single: „The Hardest Thing”, „I Do (Cherish You)” i „Because of You”. Po świątecznej płycie This Christmas (1999, Uptown/Universal), w 2000 roku nakładem wytwórni Universal Records ukazał się czwarty album Revelation.
W 2002 roku, po światowej trasie koncertowej 98 Degrees, Jeff Timmons i członkowie grupy postanowili zrobić sobie przerwę. Timmons rozpoczął solową karierą z innymi muzycznymi projektami z Jimem Brickmanem. Po pozytywnych recenzjach, zrealizował swój pierwszy solowy album Whisper That Way, który ukazał się w sierpniu 2004 roku i obejmował single „Whisper That Way”, „Better Days” i „Favorite Star”. Album osiągnął 20 miejsce na wykresie Adult contemporary.
We wrześniu 2005 roku Timmons powrócił do 98 Degrees występując w Club Purgatory, w dzielnicy Cincinnati wspierając kolegę Justina Jeffre w jego kandydaturze na burmistrza Cincinnati. W październiku 2006 r. Timmons uczestniczył w programie VH1 Mission Man Band, gdzie spotkało się czterech byłych wokalistów pop: Bryan Abrams z Color Me Badd, Rich Cronin z LFO oraz Chris Kirkpatrick z *NSYNC tworząc nowy zespół o nazwie Sureshot. Formacji tej nie powiodło się i rozpadła się wkrótce po programie.
W grudniu 2009 Timmons dla swoich fanów za darmo za pośrednictwem swojej strony internetowej zaoferował materiał z płyty Emotional. Album zawierał singiel „Emotional High”. W 2011 Timmons dołączył do rewii striptizerów Chippendales w RIO w Las Vegas jako Master of Ceremony i piosenkarz (od 12 maja do 5 czerwca w 2012), Timmons dołączył boysbandów – A1 i Blue w Azji Południowo-Wschodniej i brał udział w światowej trasie, wykonując zarówno przeboje solowe jako i z repertuaru 98 Degrees. Wystąpił także w letnim reality show E! Men of the Strip (2014).
Po latach, w 2013 ponownie powrócił do 98 Degrees, z którą wydał piąty album studyjny 2.0 (2013).

## Życie prywatne
W latach 1997–2004 był żonaty z Trishą Sperry, z którą ma córkę Alyssę i syna Jeffreya Jr. W 2008 poślubił Amandę.

## Dyskografia

### albumy
- 2004: Whisper That Way

### single
- 2004: „Whisper That Way”
- 2004: „Better Days”
- 2005: „Favorite Star”
- 2009: „Emotional High”
- 2014: „That Girl”